# Manapa-Tarhunta I
Manapa-Tarhunta I va ser rei de Seha, a l'Anatòlia oriental, des de la meitat del segle xiv aC fins circa l'any 1300 aC 
El primer rei d'aquell territori, Muwa-Walwis ("Lleó poderós") va morir i va deixar el tron a Manapa-Tarhunta I, probablement fill seu però no el gran, el que va provocar la revolta del príncep hereu (el germà gran) Ura-Tarhunta, que el va expulsar del regne i Manapa-Tarhunta va haver d'escapar a Karkiya (Cària, si bé altres fonts donen com a nom Karkišša) on el govern local va expropiar els seus béns. El nou rei però no era popular. A Karkiya o Karkissa l'exiliat va veure confiscat els seus béns i el gran rei hitita Subiluliuma I va haver d'intervenir perquè fora ben tractat.
Subiluliuma I va morir a causa d'una epidèmia en una data entre el 1345 aC i el 1320 aC i el va succeir el seu fill Arnuwandas II, que va fer regals al governant de Karkiya o Karkissa i quan l'impopular Ura-Tarhunta va ser enderrocat en una revolta, va aconseguir que fos reinstal·lat Manapa-Tarhunta mercès a l'ajut de Karkiya.
Però l'epidèmia va causar també la mort un any després a Arnuwandas II, i el va succeir el seu jove germà Mursilis II. Durant aquest període havia assolit el poder al regne d'Arzawa, el rei Uhha-Ziti instal·lat per Subiluliuma I, però que s'havia independitzat al final del seu regnat i en temps de Mursilis havia assolit una hegemonia regional a la regió d'Arzawa (Anatòlia oriental, el regne era més reduït) i a la que de fet Manapa-Tarhunta I s'hi va adherir traint al seu senyor el gran rei hitita. El rei d'Arzawa i els seus dos fills van resultar derrotats abans per Mursilis II després de l'extraordinària mort del rei d'Arzawa causada per les ferides infligides en la caiguda d'un meteorit. Mursilis, en acabar la campanya va avançar llavors pel riu Seha on el rei Manapa-Tarhunta va demanar perdó i va implorar per la seva vida i va demanar sotmetre's al seu vasallatge. Com que no es va accedir a la seva petició, va enviar la seva mare i altres ancians de la família que es van tirar als peus de Mursilis, que, commogut, va perdonar a Manapa-Tarhunta. Aquest llavors va rebre al sobirà solemnement al seu regne i va signar amb ell l'acord de vassallatge. Mursilis li va confirmar les terres del riu i la terra d'Appawiya.
Es va mantenir lleial fins a la seva mort. El seu successor, Masturi, estava casat amb una germana de Mursilis.